# Box-office Italie 1958-1959
Cet article traite du box-office de la saison cinématographique 1958-1959 en Italie.

## Les 20 premiers
Les films sont classés selon les recettes réelles de la Société italienne des auteurs et éditeurs (SIAE, Società Italiana degli Autori ed Editori), fournies par les volumes Platea in piedi exprimées en lires italiennes,,. Lorsque les données SIAE pour le nombre d'entrées ne sont pas disponibles, les recettes réelles ont été divisées par le prix moyen du billet à 152 lires en 1958-59.
Pour certains titres étrangers, les données SIAE ne sont pas disponibles, la position dans le classement est obtenue sur la base des données disponibles auprès du Giornale dello spettacolo,.
| Rang | Titre                         | Pays | Réalisateur                          | Recettes Italie (lires) | Entrées Italie |
| ---- | ----------------------------- | --- | ------------------------------------ | ----------------------- | -------------- |
| 1    | La Tempête                    | Drapeau de l'Italie · Drapeau de la France · Drapeau de la République fédérative socialiste de Yougoslavie                                  | Alberto Lattuada                     | 1 750 400 000           | 11 121 071     |
| 2    | La Maja nue                   | Drapeau des États-Unis · Drapeau de l'Italie · Drapeau de la France                                                                         | Henry Koster                         | 1 338 000 000           | 8 507 081      |
| 3    | Nuits d'Europe                | Drapeau de l'Italie | Alessandro Blasetti                  | 1 210 667 000           | 7 500 000      |
| 4    | Les Grands Espaces            | Drapeau des États-Unis | William Wyler                        |                         |                |
| 5    | Les Vikings                   | Drapeau des États-Unis | Richard Fleischer                    |                         |                |
| 6    | La Chatte sur un toit brûlant | Drapeau des États-Unis | Richard Brooks                       |                         |                |
| 7    | Sueurs froides                | Drapeau des États-Unis | Alfred Hitchcock                     |                         |                |
| 8    | Le Pigeon                     | Drapeau de l'Italie | Mario Monicelli                      | 987 670 000             | 6 497 829      |
| 9    | L'Arbre de vie                | Drapeau des États-Unis | Edward Dmytryk                       |                         |                |
| 10   | Hercule et la Reine de Lydie  | Drapeau de l'Italie · Drapeau de la France · Drapeau de l'Espagne                                                                           | Pietro Francisci                     | 890 000 000             | 5 855 263      |
| 11   | Les Tricheurs                 | Drapeau de la France · Drapeau de l'Italie                                                                                                  | Marcel Carné                         | 825 417 000             | 5 291 113      |
| 12   | Les Misérables                | Drapeau de la France · Drapeau de l'Allemagne de l'Est · Drapeau de l'Italie                                                                | Jean-Paul Le Chanois                 | 720 578 000             | 4 740 645      |
| 13   | Sous le signe de Rome         | Drapeau de l'Italie · Drapeau de la France · Drapeau : Allemagne de l'Ouest · Drapeau de la République fédérative socialiste de Yougoslavie | Guido Brignone                       | 712 700 000             | 4 688 815      |
| 14   | Femmes d'un été               | Drapeau de l'Italie · Drapeau de la France                                                                                                  | Gianni Franciolini                   | 706 200 000             | 4 646 053      |
| 15   | L'Auberge du sixième bonheur  | Drapeau des États-Unis | Mark Robson                          |                         |                |
| 16   | La Révolte des gladiateurs    | Drapeau de l'Italie · Drapeau de l'Espagne · Drapeau de la France                                                                           | Vittorio Cottafavi                   | 701 700 000             | 4 616 447      |
| 17   | Épouses dangereuses           | Drapeau de l'Italie | Luigi Comencini                      | 671 000 000             | 4 414 474      |
| 18   | Venise, la Lune et toi        | Drapeau de l'Italie | Dino Risi                            | 651 300 000             | 4 284 868      |
| 19   | Anna de Brooklyn              | Drapeau de l'Italie · Drapeau de la France                                                                                                  | Vittorio De Sica et Carlo Lastricati | 646 209 000             | 4 251 375      |
| 20   | Les Frères Karamazov          | Drapeau des États-Unis | Richard Brooks                       |                         |                |